# Selenops minutus
Selenops minutus là một loài nhện trong họ Selenopidae.
Loài này phân bố ở Guatemala.
Loài này thuộc chi Selenops. Selenops minutus được Frederick Octavius Pickard-Cambridge miêu tả năm 1900.